# Leslie Comrie
Leslie John Comrie FRS (Pukekohe, sul de Auckland, Nova Zelândia, 15 de agosto de 1893 — 11 de dezembro de 1950) foi uma astrônoma e uma pioneira em computação mecânica.

## Publicações
- with A. E. Levin; Levin (1921). «Eclipse of Rhea by the shadow of Titan». Monthly Notices of the Royal Astronomical Society. 51: 486–487. Bibcode:1921MNRAS..81..486C
- Comrie, L. J. (1928). «On the construction of, by interpolation tables». Monthly Notices of the Royal Astronomical Society. 88: 506–523. Bibcode:1928MNRAS..88..506C. doi:10.1093/mnras/88.6.506
- «1928 March 9 meeting of the Royal Astronomical Society». The Observatory. 81: 105–106. 1928. Bibcode:1928Obs....51..105.
- Comrie, L. J. (1932). «The application of the Hollerith tabulating machine to Brown's tables of the moon». Monthly Notices of the Royal Astronomical Society. 92: 694–707. Bibcode:1932MNRAS..92..694C. doi:10.1093/mnras/92.7.694
- Comrie, L. J. (1933). «The computation of total solar eclipses». Monthly Notices of the Royal Astronomical Society. 93: 175–181. Bibcode:1933MNRAS..93..175C. doi:10.1093/mnras/93.3.175
- Comrie, L. J. (1933). «The total solar eclipse of 1940 October 1». Monthly Notices of the Royal Astronomical Society. 93: 181–184. Bibcode:1933MNRAS..93..181C. doi:10.1093/mnras/93.3.181
- Comrie, L. J. (1937). «The application of the Brunsviga twin 13Z calculating machine to the Hartmann formula for the reduction of prismatic spectrograms». The Observatory. 60: 70–73. Bibcode:1937Obs....60...70C
- Comrie, L. J. (dezembro de 1942). «Errors in Mathematical Tables». Nature. 150 (3816): 738. Bibcode:1942Natur.150..738C. doi:10.1038/150738b0
- Comrie, L. J.; Burrough, S. M. (dezembro de 1941). «Line of Planets». Popular Astronomy. 49: 397–398. Bibcode:1941PA.....49..397C
- Comrie, L. J. (dezembro de 1949). «The Green (?) Flash (?)». Popular Astronomy. 57: 42–43. Bibcode:1949PA.....57...42C